# Georg Ernst von Wedel-Jarlsberg
Georg Ernst Graf von Wedel-Jarlsberg, auch Jürgen Ernst Graf von Wedel-Jarlsberg (* 23. Mai 1666 in Butow, Neumark; † 30. Januar 1717 in Bremen) war ein dänischer Gouverneur.
Georg Ernst Graf von Wedel-Jarlsberg war der älteste Sohn des dänischen Feldmarschalls und Gouverneurs von Oldenburg und Delmenhorst Gustav Wilhelm von Wedel und der Marie von Ehrentreuter.
Er wuchs in Dänemark auf und unternahm eine Kavalierstour durch England, Frankreich und Italien. Als Einundzwanzigjähriger wurde er zum Kammerherrn ernannt und vom dänischen König als außerordentlicher Gesandter nach Wien und Berlin geschickt. Als Geheimrat erhielt er 1697 die Bestallung zum Oberlanddrosten der Grafschaften Odenburg und Delmenhorst als Nachfolger seines 1694 zurückgetretenen Schwagers Anton Wolf von Haxthausen. 1698 wurde er mit dem Dannebrogorden ausgezeichnet. 1703 folgte er seinem Vater als Gouverneur von Oldenburg und Delmenhorst.
Wedel war seit 1689 mit Wilhelmina Juliane Gräfin von Aldenburg (1665–1746), der jüngsten Tochter von Graf Anton I. von Aldenburg, Statthalter von Oldenburg und Delmenhorst, und der Johanna von Sayn-Wittgenstein, einer Tochter von Graf Johann VIII. von Sayn-Wittgenstein-Hohenstein, verheiratet. Die beiden hatten fünf Kinder, darunter Friedrich Anton von Wedel-Jarlsberg, der in der dänischen Armee bis zum Generalmajor und Chef des Oldenburgischen Infanterie-Regiments aufstieg.